# Itys
Itys (řecky Ίτυς, latinsky Itys) je v řecké mytologii syn Térea, thráckého krále a Prokné, dcery athénského krále.
Téreus byl spojencem krále Pandíóna, pomohl mu ochránit Athény. Stal se poté manželem královské dcery Prokné a ta mu dala jediného syna Itya.
Když byl chlapec ještě malý, dopustil se otec zločinu na své švagrové Filoméle, kterou svedl a znásilnil. Chlapcova matka Prokné se mu pomstila tím, že syna Itya zabila a připravila z něj hostinu pro manžela. Když Téreus poznal, co právě snědl, chtěl mečem zabít Prokné i Filomélu.
Bohové tomu zabránili a všechny tři proměnili v ptáky. Ityovi nic život nevrátilo. Jeho dědeček, král Pandíón, žalem zemřel.